# 디케이티
디케이티(DKT Co. Ltd.)는 대한민국의 전자 부품 실장기판 제조 기업이다. 본사는 인천광역시 부평구 청천동 422-1에 위치해 있으며 대표이사는 이지열이다.

## 상장
2018년 12월 21일에 주관사를 NH투자증권으로 공모가 7,400원에 코스닥 시장에 상장하였다.

## 참고문헌
1. ↑  이새롬, 한국IR협의회 기업리서치센터-디케이티, 2024.04.29[깨진 링크(과거 내용 찾기)]
2. ↑  원다연, 디케이티, 이지열 대표이사 신규 선임, 이데일리, 2023년 3월 31일
3. ↑  한국IR협의회 - 2022년 4월 14일 기술분석보고서 디케이티[깨진 링크(과거 내용 찾기)]